# Icemaid-Typ
Der Icemaid-Typ war eine im Zweiten Weltkrieg in Großbritannien gebaute Serie von Massengutschiffen. Sie zählen zur Gruppe der Empire-Schiffe.

## Beschreibung
Die Schiffe wurden im Auftrag des Ministry of War Transport (MOWT) gebaut. Die Grundlage und Typschiff des Entwurfs war der 1936 bei S. P. Austin & Sons in Sunderland für die Gas, Light & Coke Company gebaute Kohlenfrachter Icemaid. Nach dessen Vorbild entstanden 13 Schiffe bei der Grangemouth Dockyard Company in Grangemouth, drei bei John Crown & Sons in Sunderland und ein weiteres bei der Ailsa Shipbuilding Company in Troon.
Der Schiffstyp war als Collier für den Küstendienst zwischen den englischen Kohlenrevieren und Kraftwerken entworfen worden. Die Decksaufteilung der Schiffe als Raised Quarter Decker war typisch für Colliers dieser Jahre. Hinter der Back schloss sich ein tief herabgezogenes Hauptdeck mit dem vorderen Laderaum an. Dahinter, etwas vorlicher als mittschiffs, war das vordere Deckshaus mit der Brücke angeordnet. Hinter den Brückenaufbauten lag der hintere Laderaum, dessen Wetterdeck höher als das vordere gebaut war. Dahinter lag eine erhöhte Poop, in der die Besatzung untergebracht war. Der Maschinenraum lag achtern und als Antriebsanlage diente jeweils eine Dreifachexpansions-Dampfmaschine. Bei einer Länge von rund 85 Metern und einer Breite von 12,19 Metern verfügten die Einheiten über eine Tragfähigkeit von rund 2900 Tonnen. Der Bau der Serie dauerte von 1941 bis 1946, wobei die drei zum Kriegsende bei John Crown & Sons fertiggestellten Einheiten einen selbstrimmenden Laderaum erhielten. Alle Einheiten  erhielten mit dem Begriff Empire beginnende Namen.
In der Nachkriegszeit wurden die Schiffe bei verschiedenen Reedereien vorwiegend in der europäischen Holz- und Massengutfahrt eingesetzt.

## Die Schiffe
| Icemaid-Typ       | Icemaid-Typ        | Icemaid-Typ | Icemaid-Typ |
| Bauname           | Bauwerft/Baunummer | Ablieferung | Spätere Namen und Verbleib |
| ----------------- | ------------------ | ----------- | --- |
| Empire Ghyll      | Grangemouth/-      | 1941        | am 18. Oktober 1941 bei Barrow Deep auf eine Seemine gelaufen und gesunken |
| Empire Lagoon     | Grangemouth/-      | 1941        | 1946 Hudson Bay, 1964 in Blyth verschrottet |
| Empire Clansman   | Grangemouth/-      | 1942        | 1948 Sheaf Field, 1952 Corfield, 1964 Spyros Armenakis, am 13. Februar 1965 vor Vlissingen auf Grund gelaufen, in zwei Teile gebrochen und gesunken                                                    |
| Empire Hearth     | Grangemouth/-      | 1942        | 1945 Kentwood, 1956 Mayfleet, 1961 in Eire verschrottet |
| Empire Pioneer    | Ailsa/443          | Ende 1942   | 1946 Hudson Bank, 1959 Umbau zum Motorschiff Gertrud C. Ertel, 1964 Saga, am 24. Dezember 1965 bei Falsterbo auf Grund gelaufen, im Juli 1968 abgebracht und ab August 1968 in Oskarshamn verschrottet |
| Empire Citizen    | Grangemouth/-      | 1943        | 1945 Queenworth, 1960 in Dunston verschrottet |
| Empire Islander   | Grangemouth/450    | August 1943 | 1949 Rattray Head, 1960 Brick Quarto, ab Oktober 1973 bei Vado Scali e Bacini in Vado Ligure abgebrochen                                                                                               |
| Empire Villager   | Grangemouth/-      | 1943        | - |
| Empire Daughter   | Grangemouth/-      | 1944        | - |
| Empire Peggotty   | Grangemouth/454    | Juli 1944   | 1946 Glanowen, 1965 Balmoral, am 12. März 1967 auf der Mellumplate gestrandet und verlorengegangen |
| Empire Shepherd   | Grangemouth/-      | 1944        | - |
| Empire Vauxhall   | Grangemouth/-      | 1945        | - |
| Empire Wapping    | Grangemouth/-      | 1945        | - |
| Empire Highlander | Crown/-            | 1945        | - |
| Empire Deptford   | Grangemouth/-      | 1946        | - |
| Empire Lowlander  | Crown/-            | 1946        | - |
| Empire Lambeth    | Crown/-            | 1946        | - |
| Daten:            |                    |             | |